# Weiß-blau-weiße Flagge
Die weiß-blau-weiße Flagge (russisch Бело-сине-белый флаг, БСБ Belo-sine-bely flag) ist seit März 2022 ein Symbol der Proteste gegen den russischen Überfall auf die Ukraine, die gelegentlich auch in Russland, zumeist aber in anderen Ländern, verwendet wird.

## Geschichte und Hintergrund
Die Flagge wurde erstmals am 28. Februar 2022 in sozialen Netzwerken erwähnt und von einigen Oppositionskräften akzeptiert. Sie wurde bei Antikriegsprotesten in Limassol, Zypern sowie in Berlin und in Jekaterinburg, Russland, verwendet.

Staatsflagge Russlands zwischen 1991 und 1993

Laut den Aktivisten symbolisiert sie den Kampf für Frieden und Gedankenfreiheit. Die rote Farbe, die mit Krieg, Blut und der sowjetischen Vergangenheit in Verbindung gebracht wird, wurde durch das friedliche Weiß ersetzt, welches auch den russischen Schnee und Reue symbolisiert. Der Farbton des mittleren blauen Streifens ähnelt dem des mittleren Streifens der russischen Flagge, die zwischen 1991 und 1993 verwendet wurde. Das hellere Blau steht dabei für Wahrheit und Gerechtigkeit. Die Farbkombination ähnelt der alten Flagge der Stadt Weliki Nowgorod als Erinnerung an die Traditionen der Republik Nowgorod.
Über die genauen Maße und den Farbton des blauen Streifens herrscht unter den Aktivisten bislang Uneinigkeit. Einige schlagen den hexadezimalen Farbton #088CE8 mit dem Seitenverhältnis 1:2 vor, andere ziehen die Farbe #0083D6 mit 2:3 vor (horizontale Trikoloren werden üblicherweise in den Proportionen 3:5 geführt). Jedoch stehen alle ähnlichen Flaggen für Frieden und Freiheit.
Das Design der Flagge ähnelt auch der Flagge der belarussischen Proteste seit 2020 (die auch die historische Flagge von Belarus und ihre offizielle Flagge in den Jahren 1991 bis 1995 war), die aber einen roten mittleren Streifen hat.
Am 6. März 2022 wurde Anna Dubkowa, eine Einwohnerin von Moskau, von einem Polizeibeamten im Rahmen des Abhörplans wegen der weiß-blau-weißen Flagge an ihrem Auto festgenommen. Das Protokoll besagt, dass die Flagge ein Symbol „… von Antikriegsprotesten ist, die unter den Oppositionskräften üblich sind“. Anna Dubkowa wurde vom Gericht gemäß Artikel 19.3 des Gesetzes über Ordnungswidrigkeiten zu einer Haftstrafe von 15 Tagen verurteilt.
Die Flagge wird auf Ärmelabzeichen der Legion Freiheit Russlands verwendet, die 2022 aus russischen Kriegsgefangenen und Freiwilligen als Teil der Streitkräfte der Ukraine gegründet wurde.

## Farbschemata
| System | Weiß    | Hellblau | Weiß    |
| ------ | ------- | -------- | ------- |
| HTML   | #FFFFFF | #088CE8  | #FFFFFF |

## Galerie

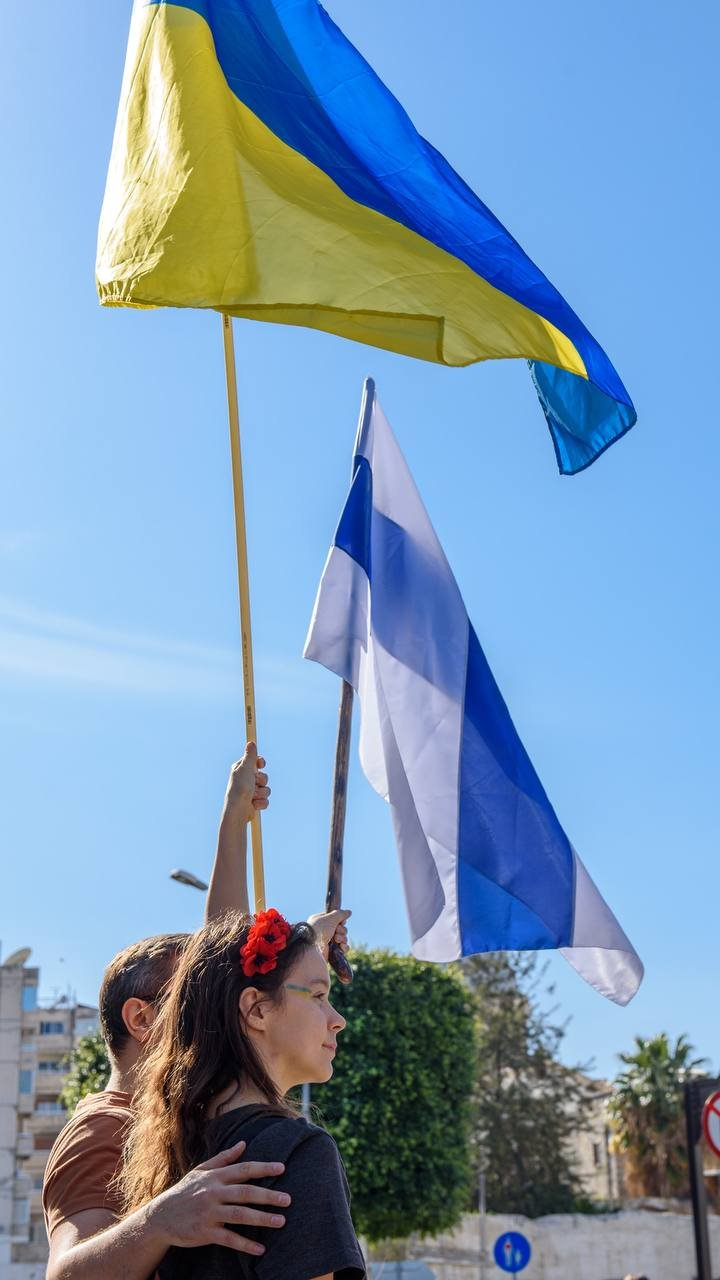
Die Staatsflagge der Ukraine und die russische Protestflagge
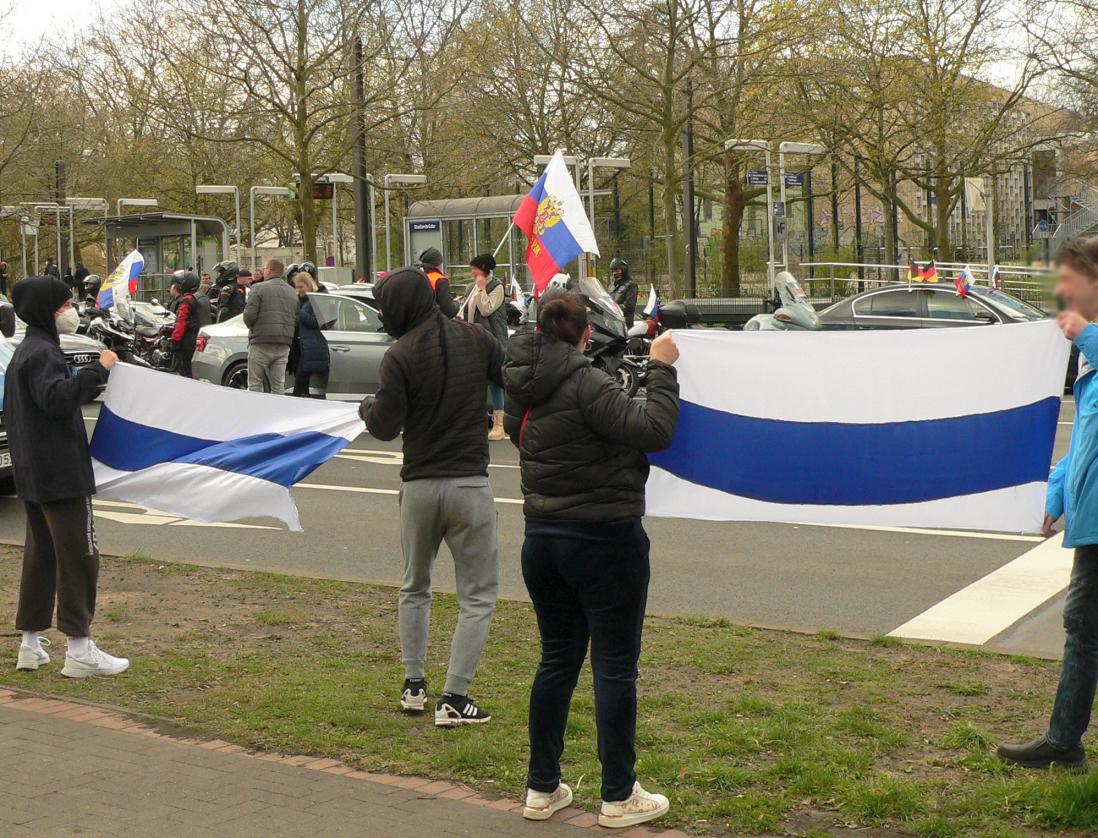
Russische Protestflagge bei einer Protestaktion gegen einen Pro-Putin-Autokorso
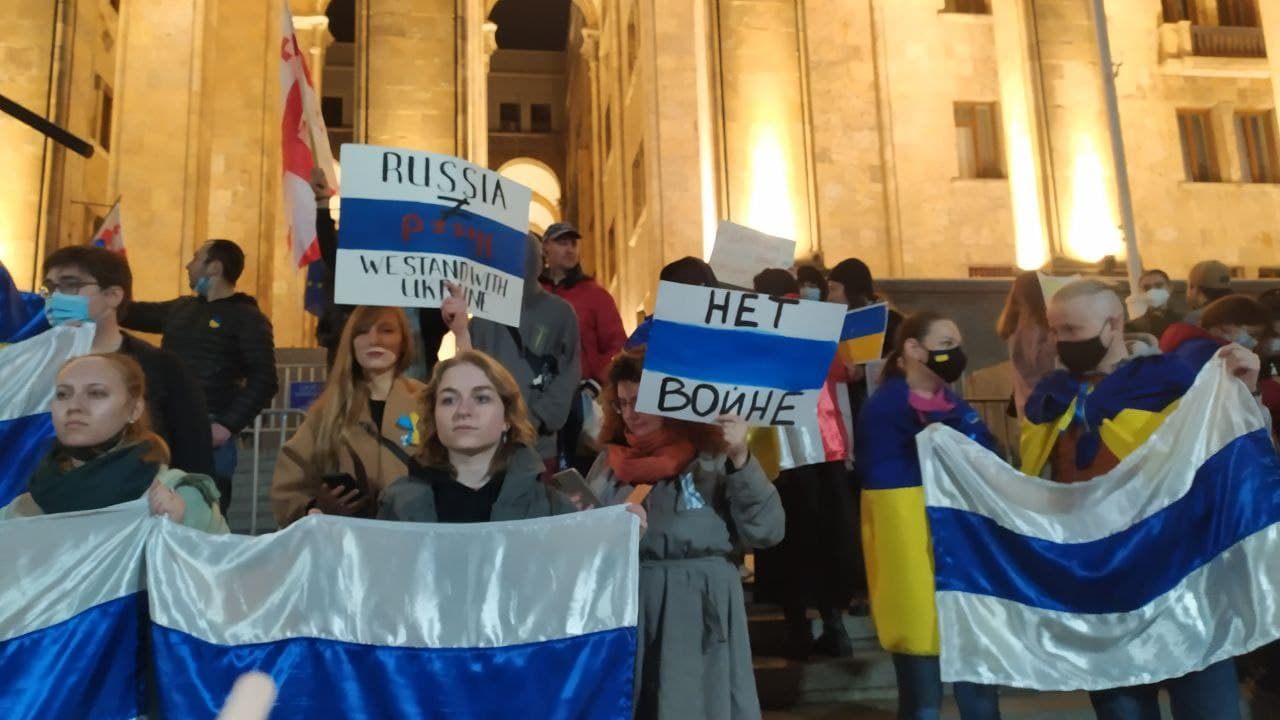
Anti-Kriegs-Demonstration in Tiflis, Georgien am 2. März 2022
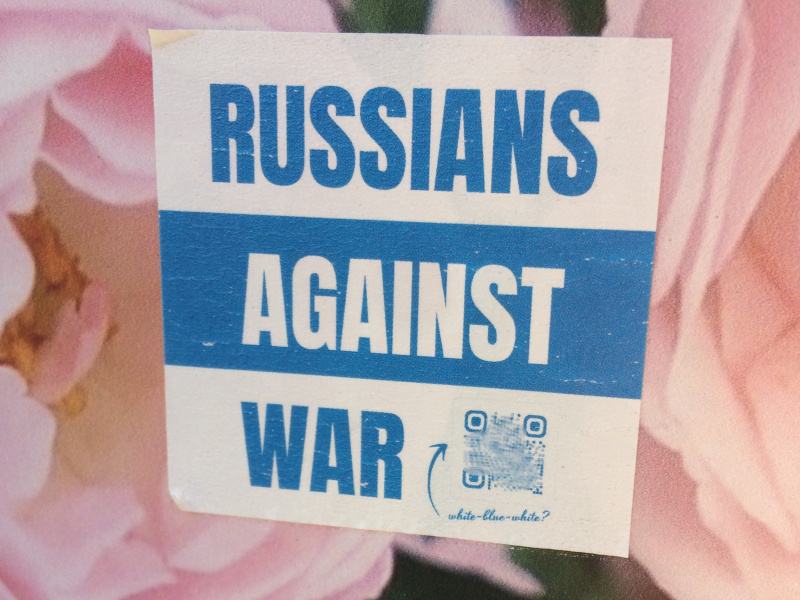
Protestaufkleber in Deutschland, August 2022
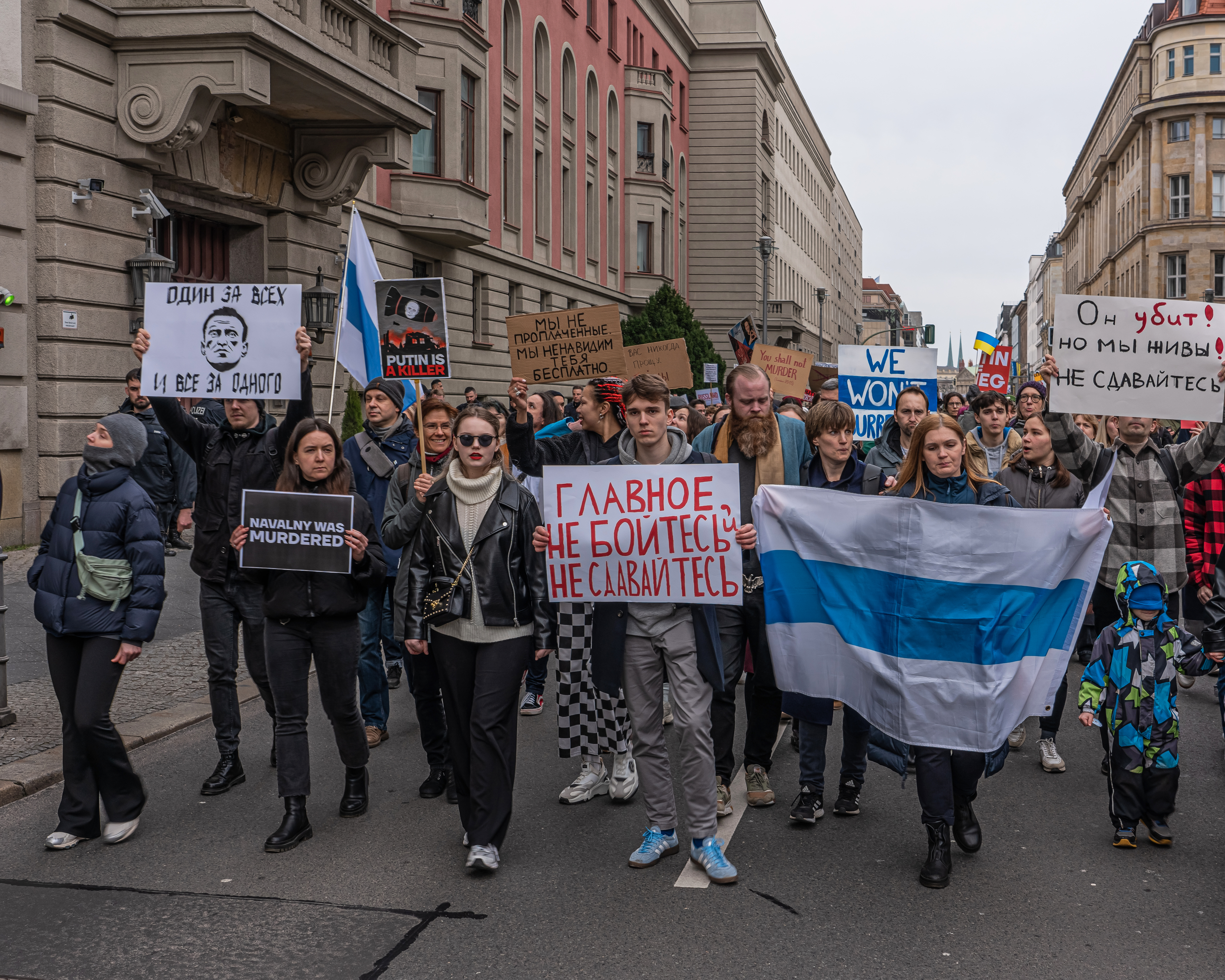
Anti-Putin-Demonstration nach dem Tod des einflussreichen Oppositionspolitikers Alexei Anatoljewitsch Nawalny, 18. Februar 2024 in Berlin

## Ähnliche Flaggen

Flagge der Stadt Weliki Nowgorod (1994–2006)
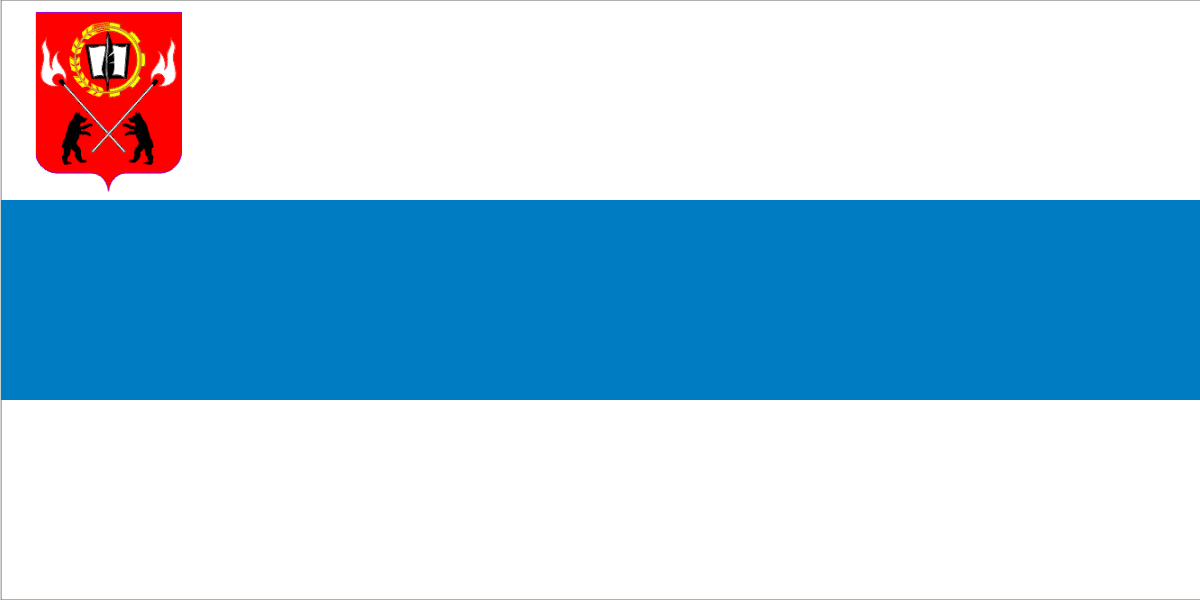
Flagge des Rajons Tschudowo in der Oblast Nowgorod (1997–2008)
Flagge des fiktiven Staates Veyshnoria
Flagge des Schweizer Kantons Zug
Flagge der argentinischen Provinz Tucumán
Flagge von Belarus (1918, 1991–1995), belarussischer Kollaborateure (1941–1944) und von belarussischen Protesten (2020–2021)